# Lozada
Lozada es una localidad situada en el departamento Santa María, provincia de Córdoba, Argentina. Se encuentra sobre la Ruta C-45 que une las ciudades de Alta Gracia con Río Segundo. 
La fecha fundacional es el 4 de diciembre de 1895, asignada por ser el día en el cual se firmó el acta de venta por expropiación por parte del señor Rafael Lozada al Ferrocarril Central Argentino de los terrenos, para que se construya la estación.  
La principal actividad económica es la agricultura, seguida por la ganadería.
La fiesta patronal se celebra el segundo domingo de junio.

## Historia
En julio del año 1891 se inaugura el ramal ferroviario entre Alta Gracia y Río Segundo, construido con la finalidad de transportar piedra triturada extraída de una cantera en las proximidades de la ciudad del Tajamar y que se utilizaba en los terraplenes del ferrocarril que se extendían por todo el país. La necesidad de contar con un predio para abastecimiento y maniobras de las locomotoras a vapor, hizo que se proyectara y levantara una estación con esa finalidad. La misma fue ubicada a 15 km de Río Segundo en unos terrenos que  eran propiedad del señor Rafael Lozada, un distinguido vecino de la ciudad de Alta Gracia.  
La venta se realiza por expropiación, firmándose el acta correspondiente el 4 de diciembre de 1895.  
En diciembre de 1995 el Consejo Deliberante de la Municipalidad de Lozada aprueba un proyecto, por iniciativa de alumnos y docentes del colegio secundario, considerando esta fecha como la de comienzo de la existencia de esta comunidad.  

## Personaje destacado
- Aquí nació Roberto Colautti, futbolista retirado nacionalizado israelí.

- Gabriel Carabajal

## Sismicidad
La sismicidad de la región de Córdoba es frecuente y de intensidad baja, y un silencio sísmico de terremotos medios a graves cada 30 años en áreas aleatorias. Sus últimas expresiones se produjeron:
- 22 de septiembre de 1908 (116 años), a las 17.00 UTC-3, con 6,5 Richter, escala de Mercalli VII; ubicación 30°30′0″S 64°30′0″O / -30.50000, -64.50000; profundidad: 100 km; produjo daños en Deán Funes, Cruz del Eje y Soto, provincia de Córdoba, y en el sur de las provincias de Santiago del Estero, La Rioja y Catamarca[2]

- 16 de enero de 1947 (78 años), a las 2.37 UTC-3, con una magnitud aproximadamente de 5,5 en la escala de Richter (terremoto de Córdoba de 1947)[1]

- 28 de marzo de 1955 (70 años), a las 6.20 UTC-3 con 6,9 Richter: además de la gravedad física del fenómeno se unió el desconocimiento absoluto de la población a estos eventos recurrentes (terremoto de Villa Giardino de 1955)

- 7 de septiembre de 2004 (20 años), a las 8.53 UTC-3 con 4,1 Richter

- 25 de diciembre de 2009 (15 años), a las 21.42 UTC-3 con 4,0 Richter